# プラーゲ旋風
プラーゲ旋風（プラーゲせんぷう）は、外国音楽著作権団体の代理人として外国人音楽著作物を管理していたウィルヘルム・プラーゲ（W. Plage）によってひきおこされた様々な著作権紛争事件。
プラーゲは無断翻訳による著作権侵害が日本で横行していることを問題視し、摘発した。

## 始まり
1931年（昭和6年）、東京神田にプラーゲが事務所を開設した。欧州５ヶ国の著作権管理団体からなるカルテルの代理人、そしてBIEM（ビーム、またはビエム）、ASCAP（アスキャップ）の代理人であるプラーゲは著作権の管理を開始した。
この年に日本はベルヌ条約ローマ改正規定で楽譜の演奏権の留保を放棄して公布。これが決定的な契機となった。

## 歴史的な経緯

### 条約の加盟
国際社会では、何かの問題が生じた場合、国同士が集まり、取り決めをする。条約もその一つであり、各国から出された色々な案を選び取り採択をする。
取り決められた条約の効力が、各国の国民に対して及ぼされる（発効する）ためには、各国が国内で法律を決めるなどしてルールを制定する段取りが踏まれ、その上で条約を批准する。条約に署名しても批准されず長い期間を経る場合もある。
本件は、著作権について各国が集まり取り決めたベルヌ条約に日本が加盟したことから始まる。
日本が加盟した背景には、1894年（明治27年）から1897年（明治30年）にかけて、幕末に結ばれた不平等条約が改正される動きがあり、それは外国の知的財産権を日本に保護させ、国際条約に加入させる働きかけとセットであったことによる。
最初に国内のルールとして1899年（明治32年）3月4日、旧著作権法が公布された。次に同じ1899年（明治32年）、日本はベルヌ条約に加入。7月13日に公布した。

### ベルヌ条約とは
ベルヌ条約は著作権に関する国際的な取り決めで、大きく2つの特徴がある。一つは著作物について、定められた手続きを経ることなく自動的に著作権が保護されること、一つは条約の加盟国は、外国人の著作権を自国の国民の著作権と同じように守ることが義務付けられていることである。
これを無登録主義、内国民待遇という。ベルヌ条約を批准する加盟国は、既に制定した国内法において無登録主義、内国民待遇を守っている。
前述した著作権を保護する、著作権を守るとは、原則的に、著作権法が著作者に、自分が作った著作物を事前に無断で使う事をやめるように、事後であれば警察や裁判所に訴えることができる権利を与えていることを指す。同時に著作権法は保護期間を定めている。
現在の日本は、著作権については国際的なルール（条約）に従い、そこでは著作権は大きく著作者の権利、実演家等の権利によって構成されている。著作者の権利とは、精神的に傷つけられないこと、経済的に損しないことであり、著作権法はこれを保護するものである。

### 条約改正と留保
ベルヌ条約は加盟国同士が集まり会議を開く。その会議で色々な案を選び取り、規定とするか検討し採択をする。会議は規定の新設だけでなく改正も行う。
しかし加盟国は国内市場の歴史、規模、成熟度は異なるため、他国と歩調を合わせる事が難しい場合がある。条約そのものには賛成だが、特定の規約には拘束されたくない。そこで、ある条件下では加盟国は留保を宣言。規約の法的効果を排除又は変更することができる。その場合、留保した国に対しては相手国も法的効果が排除、変更されるため片務条約になることはない。
1908年（明治41年）、ベルリン会議では楽譜から発生する演奏権についての規定に改正があった。著作権者は楽譜の無断使用で演奏された場合に、それまでは無断演奏を禁止する記載が楽譜にないと保護されなかった。それが削除され記載がなくても保護されるようになった。
日本はベルリン改正規定で楽譜の演奏権については留保を宣言、旧規定のままとした。国内法である旧著作権法もそのままであった。
1928年（昭和3年）、ローマ会議で日本は演奏権の留保を放棄した。この背景には、もう一つの留保対象である翻訳権の不行使による10年消滅制度（翻訳権10年留保）を守るために切り離したとされる。
またローマ改正規定では放送権が新設されたのに伴い旧著作権法も放送に関して改正。1931年に公布した。
日本政府は法律が改正される事による混乱が生まれる可能性を予測し、会議から３年の猶予期間があったにもかかわらず国民に周知させる努力をしないまま公布へ進んでしまった。
また事前に外国の著作権者管理団体から管理を代行をする機関が日本にあるかと問い合わせがあった際も、巻き込まれるのを嫌がったとされる。

## プラーゲ旋風
旧制第一高等学校（現東京大学）でドイツ語の教師をしていたウィルヘルム・プラーゲは、1931年（昭和6年）より放送局やオーケストラなどに対して著作権使用料の請求を開始。1932年（昭和7年）には、社団法人日本放送協会に音楽放送の著作権使用料を請求し、月額600円の使用料を得た。さらに、翌1933年（昭和8年）8月1日には月額1,500円への値上げ要求したが、社団法人日本放送協会が拒絶したため、その後、約1年間にわたり、欧州の曲が社団法人日本放送協会で放送されなくなるなど、社会的に欧米の楽曲の使用に困難を来す事態となった。混乱した日本ではベルヌ条約を離脱すべきとの声もでた。
1934年（昭和9年）、適法に録音された録音物を用いて演奏または放送する場合は、出所を明示すれば著作権侵害と見なさないという規定が旧著作権法に設けられた。いわゆるレコードによる著作物の無償自由利用規定であり、平成まで続く日本の著作権の問題になった。
1937年（昭和12年）、プラーゲは大日本音楽作家出版者協会という権利管理団体を自ら設立し、日本人の著作権管理に乗り出した。この団体には山田耕筰らが著作権を信託したことから、放送局などの利用者側は危機感を抱くに至った。
1939年（昭和14年）には、著作権ニ関スル仲介業務ニ関スル法律（仲介業務法）が制定され、著作権管理団体が許可制となる。社団法人大日本音楽著作権協会（現在の日本音楽著作権協会（JASRAC））及び大日本文芸著作権保護同盟が許可されたが、大日本音楽作家出版者協会は不許可。仲介業務法制定の目的のひとつは、プラーゲの過酷な著作権侵害摘発を止めることであったとされる。
これにより、大日本音楽作家出版者協会は1940年（昭和15年）10月に解散。1941年（昭和16年）には、満州国奉天市（現在の中華人民共和国遼寧省瀋陽市）に開設した東亜コピライト事務所が仲介業務法違反で罰金600円の判決を受け、プラーゲはナチス・ドイツに帰国した。